# Кордильера-Пребетика
Кордильера-Пребе́тика (исп. Cordillera Prebética) — горы на юге Испании, часть горной системы Кордильера-Бетика. Высшая точка — гора Ла-Сагра (2383 м).
Кордильера-Пребетика проходит по восточной части внутренней Андалусии, через Мурсию и достигает средиземноморского берега на юге Валенсии .
Южнее Пребетики расположены горы Кордильера-Суббетика, в некоторых источниках обе системы объединяются в одну, либо Пребетика считается подсистемой Суббетики. Ла-Сагра и некоторые другие вершины относятся к обеим горным системам.